# Vida de Jesucrist

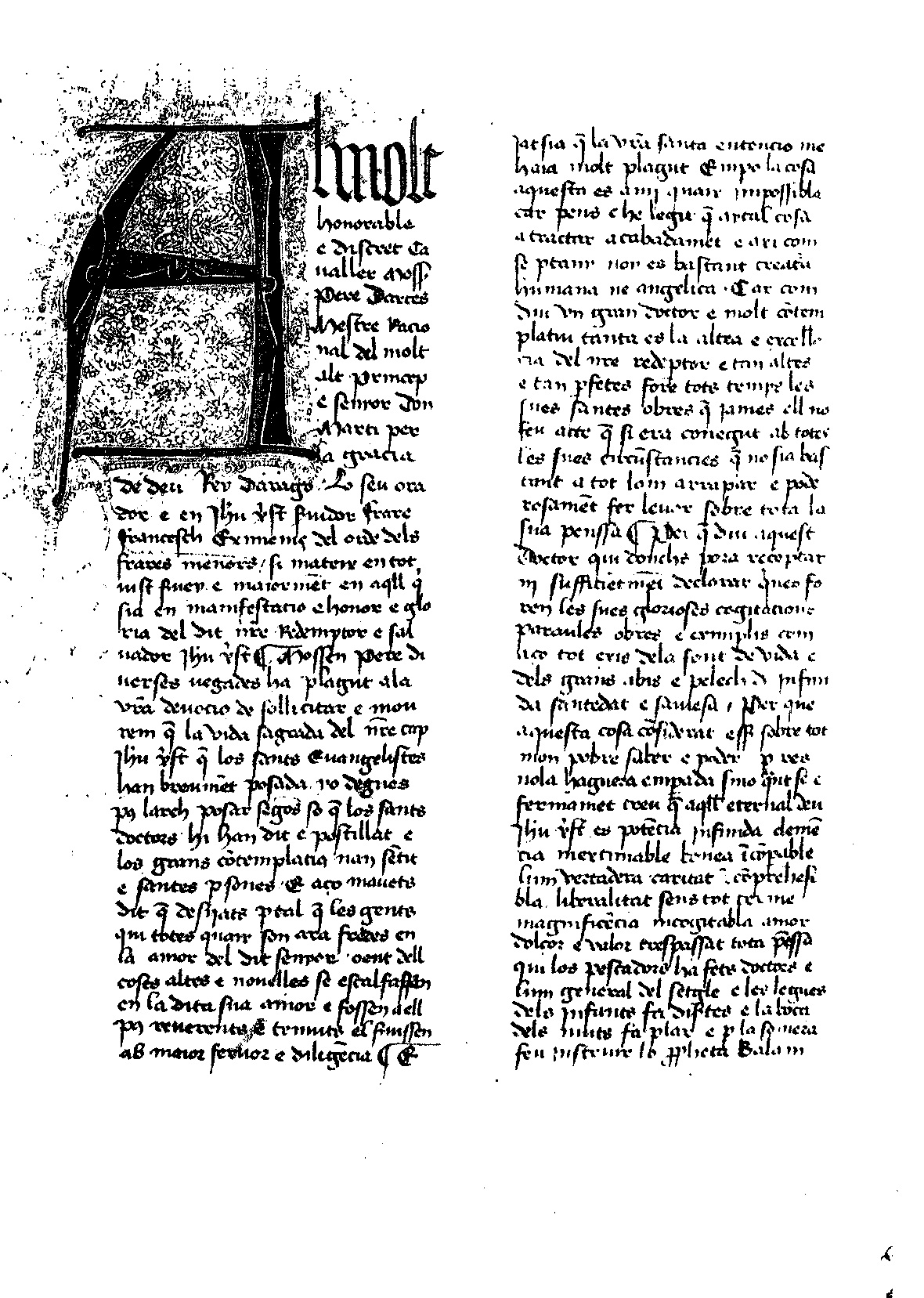
Início do manuscrito da Vida de Jesucrist de Francesc Eiximenis da Biblioteca Universitária de Valência (Ms. 209. F. 1r).

A Vida de Jesucrist (Vida de Jesus Cristo) é um livro escrito possívelmente entre 1399 e 1406, ainda que o eminente estudoso Albert Hauf o date no 23 de junho de 1403, por Francesc Eiximenis em catalão em Valência e dedicado a Pere d'Artés, o maestre racional da Coroa de Aragão, o encarregado das finanças, a quem Eiximenis ja tinha dedicado o Llibre dels àngels.
Parece que foi o próprio Pere d'Artés quem animou a Eiximenis a escrever o livro em catalão e não em latim, como parece que pretendia inicialmente, segundo indica Eiximenis mesmo no capítulo sexto do prólogo.

## Estrutura e conteúdo
A obra consta de seiscentos noventa e um capítulos, divididos em dez tratados ou livros. Assim mesmo, o último tratado está subdividido em outros sete subtratados.
O livro pertence ao género das Vitae Christi (vidas de Jesus cristo) medievais, cujo melhor exemplo é a obra homónima de Ludolfo de Saxônia. Este tipo de obras não são só uma simple biografia, como se entende hoje dia, senão, ao mesmo tempo, uma história, um comentário tomado dos Padres da Igreja, uma série de dissertações dogmáticas e morais, de instruções espirituais, de meditações e plegárias em relação co'a vida de Cristo, desde o seu nascimento até a ascensão. No caso desta obra de Eiximenis se junta além disso a sua completa formação escolástica e inclusive, e talvez só nesta obra, influências de fontes um pouco heterodoxas, como por exemplo os evangelhos apócrifos.

### Volumes não escritos deLo Crestià
Da mesma forma que no Llibre de les dones (Livro das mulheres) e outras obras suas, encontramos nesta obra muitas partes e temas que poderiam corresponder a volumes não escritos de Lo Crestià. Esta obra no seu conjunto podería corresponder ao Novè (volume nono) do seu projeto enciclopédico Lo Crestià, onde trataria da encarnação. O conteúdo, não obstante, é muito mais vasto, e assim, da encarnação propriamente dita se ocupa no terceiro tratado. O primeiro tratado versa sobre a predestinação, da que deveria ter tratado o Quart (quarto volume) de Lo Crestià. Neste mesmo livro de Lo Crestià tinha a intenção de aprofundar sobre as sete bem-aventuranças, das que fala no sétimo tratado. Também expõe com detalhe dois sacramentos, como o batismo, com respeito ao batismo de Cristo por são João Batista, e a eucaristia, com respeito à Última Ceia, e devemos lembrar que dos sacramentos devia ter falado no Desè (volume décimo) de lo Crestià. O décimo tratado desta obra, em fim, volta aos temas apocalípticos e escatológicos, sobre os que devia ter tratado o Tretzè (volume treze avos) de lo Crestià.

### Estilo e influxos
Esta obra reflete muito bem a tendência contemplativa que caracteriza os últimos trabalhos de Eiximenis. Como dize no prólogo, o propósito das suas páginas é escalfar (esquentar) os crentes no amor de Cristo e na sua devoção. Por outra parte, neste livro podemos captar também a devoção mariana tão típica da escola franciscana, já que à Virgem, à Gloriosa, como ele dize, se dedicam numerosos capítulos, e sem exagerar podemos dizer que é quase tão protagonista da obra como Cristo mesmo. Parece que esta obra deve-se incluir na tradição das Meditationes Vitae Christi (Meditações da vida de Jesus Cristo) do pseudo-Boaventura e além disso teve influência da obra do franciscano italiano Ubertino de Casale.

## Traduções
Desta obra se fizeram traduções ao espanhol e ao francês.
La tradução ao espanhol, por certo (que excetua, não obstante, os dois últimos livros ou tratados), feita a instâncias do jerónimo frei Hernando de Talavera, OSH, o primeiro arcebispo de Granada despois da sua reconquista em 1492 pelos Reis Católicos, confessor de Isabel a Católica e profundo admirador da obra e da figura de Francesc Eiximenis, foi o primeiro livro impresso nesta cidade.

## Edições e transcripções
Esta tradução em língua espanhola (da que faltam, como temos dito, os dois últimos tratados) se editou em edição incunábula o 30 de abril de 1496, pelos impressores alemães Meinard Ungut e Johannes Pegnitzer (também chamado Juan de Nurimberga), e é a única edição da que dispomos hoje. Albert Hauf, não obstante, transcreveu os cinco primeiros tratados, e os adicionou como apêndice à sua tese doutoral, ainda que esta transcripção não esteja publicada.
Não dispomos, então, de nenhuma edição moderna desta importante obra.

## Influência posterior
A influência desta obra se estendeu assim mesmo a outros âmbitos, e desta maneira, como tem demonstrado Josep Romeu i Figueras, o mistério assuncionista da Catedral de Valência (que pode se datar por volta do ano 1425) se inspira diretamente nesta obra eiximeniana.

## Edições digitais

### Manuscritos
- Edição na Biblioteca Virtual Joan Lluís Vives dos manuscritos 459 e 460 da Biblioteca da Catalunha.
- Edição dentro das obras completas de Francesc Eiximenis on line do manuscrito 209 da Biblioteca Universitária de Valência.

### Incunábulos
- Edição na Biblioteca Digital Hispánica da edição incunábula da tradução ao espanhol impressa por Meinard Ungut e Johannes Pegnitzer (Granada, 30 abril de 1496).

### AVida de Jesucristdentro das obras completason line
- Obras completas de Francesc Eiximenis (em catalão e em latim).